# 法學博士
法學博士是法律教育體系中的博士學位，於其他科目中的Ph.D.同等，並且專注於對法律科學的法律研究，特別為對法律學術研究的學生所設，不能執法。

## 法學博士的名稱
因應世界各國教育制度與學院傳統的不同，各院校的法學博士的學位名稱亦有所不同，一般來說有：
| 中文名稱     | 外文名稱                    | 縮寫          | 一般所屬學制簡述 |
| ------------ | --------------------------- | ------------- | --- |
| 法學博士     | Doctor of Laws/Legum Doctor | LL.D.         | 多數英語國家大學用於表彰對法律學有特殊貢獻的研究的“高等博士”，在“法學哲學博士”之上，是法律專業的最高學位。但在加拿大等國也作爲普通法律專業的博士級學位使用。 |
| 法學博士     | Doktor der Rechte           | Dr.iur.       | 是德國、奧地利等德語國家法律專業的最高學位。 |
| 法學博士     | Docteur en droit            |               | 是法國等法語國家法律專業的最高學位。 |
| 法學哲學博士 | Doctor of Philosophy in Law | Ph.D.         | 以哲學博士為研究型博士學位定名的傳統下的院校，較常見於英式制度院校，包括香港及澳洲的大學。                                                                   |
| 法學文學博士 | Doctor of Letters in Law    | D.Litt.       | 一些英語國家大學用作表彰對法律學有特殊貢獻的研究的“高等博士”，在“法學哲學博士”之上。但也有其他院校用作研究性博士的學位，即等同于“法學哲學博士”               |
| 司法學博士   | Doctor of Juridical Science | S.J.D./J.S.D. | 美國法學院所開創的博士等級學位命名，由於不少地方的法學教育均有借鑒美國法學教育的情況，因此此學位亦已見於加拿大、香港、澳洲等地的大學。                       |

## 法學博士之學制
一般法學博士修讀期最少為期三年，當中須包括修畢一定學分的指定課程，並通過博士生資格考試（Qualifying Examination）後，學生須撰寫一篇博士論文並通過論文答辯，獲得學院的認可後便能夠獲頒授該學院制度的法學博士學位。
在入學要求上，各院校規定不一，較常見的是要求申請人須擁有法學碩士學位或為法學碩士學位課程之應屆畢業生。

## 中華人民共和國
中国法学博士主要招收法律专业硕士，分为法理学、法律史学、宪法学与行政法学、刑法学、民商法学、诉讼法学、经济法学、环境与资源保护法学、国际法学等专业，主要培养法律教学、科研和司法实务部门的專業人才。
中国教育部頒布的《普通高等学校本科专业目录(2012年)》规定，除了法学类学科以外，政治学、社会学、马克思主义理论、公安学、民族学也可授予法学学位。

### 学位认证
博士学位是标志被授予者的受教育程度和学术水平达到规定标准的本专业的最高学识水准的学术称号。
中国的博士学位由国务院授予的高等学校和科研机构授予。高等学校和科研机构的研究生，或具有研究生毕业同等学力的人员，通过博士学位的课程考试和论文答辩，成绩合格，达到规定学术水平者，可授予博士学位。

## 美國
LL.M.和S.J.D.是針對外国學生，或少数特別追求學術鑽研的美国學生的。
在美国，法学博士 (LL.D., Legum Doctor) 一般只作为荣誉学位授予。从2013年开始，耶鲁法学院在司法学博士之外新开设了法律哲学博士（Ph.D. in Law），为期三年，着重向学生提供法律教学方面的培训，申请该学位必须拥有法律博士学位。

### 美國法律博士名稱在亞洲的翻譯
美國的法學教育所提供的第一個基礎學位名為「Juris Doctor（J.D.）」，並非研究型博士學位，但將之譯成中文卻是「法律博士」並常被與專門做法律研究的「法學博士」搞混。由於多個語言中「法學博士」在該語言的社會中早已明確為「法學學科的博士學位」，因此不少遇上此問題的地方均另外再為J.D.定名。然而在為J.D.定名以前，有不少地區或院校為明確區別實務型博士學位（J.D.）與法學上的研究型博士學位(S.J.D.)，會以該學位的正式名稱作硬性翻譯，例如將S.J.D.定為「法律科學博士」（如上表），雖然從意義上上表所述之四種名稱均為法學博士學位，但硬性翻譯在不少地方均已約定俗成。
在中文，不論中國大陆、香港、台灣，均有過將J.D.與其他法學博士學位均譯作「法律博士」的情況，為避免兩者之混淆，中國大陆和台灣均曾經研究解決辦法。現時，中國大陆認定各國J.D.屬於仍屬於博士學歷，教育部規定除北京大學國際法學院外，其他學校開辦的專業法律學位必須定名為法律碩士，英文名稱必須為「Juris Master」，以避免混淆，而J.D.在香港的官方中文譯名為「法律博士」，然香港大學將J.D.譯為法律碩士。